# Blue Electric Light
Blue Electric Light ist das zwölfte Studioalbum des Musikers Lenny Kravitz. Es erschien am 24. Mai 2024 als dritte Veröffentlichung bei seinem Label Roxie Records mit Vertrieb durch BMG Rights Management. Als erste Single aus dem Album wurde „TK421“ am 13. Oktober 2023 veröffentlicht.

## Entstehung
Blue Electric Light ist der Nachfolger des Albums Raise Vibration aus dem Jahr 2018. Lenny Kravitz schrieb die Lieder des Albums wieder selbst und spielte auch die Instrumente ein. Begleitet wurde er bei den Aufnahmen in den Gregory Town Sound Studios auf Eleuthera in den Bahamas von Craig Ross sowie weiteren Musikern. Gemastert wurde es wieder von Bernie Grundman.
Das in Dunkelviolett gehaltene Albumcover zeigt Lenny Kravitz vom Kopfende her liegend auf einer getigerten Couch. Der Reißverschluss seines Lederhemds ist bis zum Bauchnabel geöffnet und die Beine in Lederhosen sind gespreizt. Er trägt eine schwarze Sonnenbrille, vier Ketten um den Hals und Dreadlocks.

## Titelliste
Zehn der zwölf Titel wurden von Lenny Kravitz selbst geschrieben. Die Musik für zwei Titel komponierte er zusammen mit Craig Ross und zwei Titel coverte er von Tony LeMans.
| Nr.          | Titel                                                 | Musik         | Länge |
| ------------ | ----------------------------------------------------- | ------------- | ----- |
| 1.           | It’s Just Another Fine Day (In This Universe of Love) | Kravitz, Ross | 6:20  |
| 2.           | TK421                                                 | Kravitz       | 5:27  |
| 3.           | Honey                                                 | Kravitz       | 3:50  |
| 4.           | Paralyzed                                             | Kravitz, Ross | 4:28  |
| 5.           | Human                                                 | Kravitz       | 4:27  |
| 6.           | Let It Ride                                           | Kravitz       | 3:35  |
| 7.           | Stuck in the Middle                                   | Kravitz       | 5:11  |
| 8.           | Bundle of Joy                                         | Tony Le Mans  | 5:06  |
| 9.           | Love Is My Religion                                   | Kravitz       | 3:48  |
| 10.          | Heaven                                                | Tony Le Mans  | 4:49  |
| 11.          | Spirit in My Heart                                    | Kravitz       | 4:34  |
| 12.          | Blue Electric Light                                   | Kravitz       | 3:54  |
| Gesamtlänge: | Gesamtlänge:                                          | Gesamtlänge:  | 55:24 |

## Veröffentlichungen
Vor der Veröffentlichung des Albums am 24. Mai 2024 erschien die Single TK421 am 12. Oktober 2023 zeitgleich mit dem zugehörigen Musikvideo, das aufgrund der Nacktheit von Kravitz für Aufsehen sorgte. Am 5. Dezember 2023 wurde die Blue Electric Light Tour für das Jahr 2024 angekündigt, die am 23. Juni 2024 in Hamburg startet und dann durch Europa führt.
Mit der Single Human erfolgte am 22. März 2024 die zweite Auskopplung aus dem Album sowie kurz vor Veröffentlichung des Albums noch Paralyzed.
Ursprünglich sollte Blue Electric Light am 15. März 2024 erscheinen. Im Januar 2024 verschob Kravitz aus Respekt vor Bayard Rustin die Veröffentlichung auf den 24. Mai 2024. Kravitz hatte im November 2023 den Titelsong Road to Freedom veröffentlicht, den er für den Film Rustin geschrieben hatte.

## Rezeption
Die Kritiken zum Album fielen gemischt aus. Philipp Kause schreibt bei laut.de, das Album sei „bis zur Erschöpfung clean und perfekt glänzend durch produziert. […] Nett, angenehm. Nicht mehr und nicht weniger.“ Jochen Reinecke findet bei plattentests.de die Texte der Stücke wenig anspruchsvoll, das Album aber „überwiegend musikalisch erfrischend und erstaunlich funkelnd“. Marcel Anders schreibt hingegen bei ndr.de, dass gerade die Texte besonders überzeugend seien. Michael Loesl schreibt in der Aachener Zeitung, dass es dem Album trotz gewohnter Vielseitigkeit an Originalität fehle.
Andreas Borcholte schreibt im Spiegel zum Album der Woche: „Nach Jahren der musikalischen Orientierungslosigkeit […] kehrt er mit einigen sehr guten Songs zurück zu jenem Rezept, das ihn in der ersten Hälfte der Neunzigerjahre mit Hits wie »Are You Gonna Go My Way« oder »It Ain’t Over 'til It’s Over« zum Superstar gemacht hat: einem inhärent nostalgischen, aber energisch vorgetragenen Rock, Funk und Soul, der Beatles und Bowie ebenso zitiert wie Led Zeppelin, Stevie Wonder und Marvin Gaye“ und vergibt 7,5 von 10 Punkten als Wertung.

## Chartplatzierungen
In Deutschland war das Album in den Charts und stieg bis auf den fünften Platz. Es erreichte Platz 73 in Großbritannien, Platz zwei in der Schweiz sowie Platz vier in Österreich. Von den Singleauskopplungen konnte sich kein Lied in den Charts platzieren.
| ChartsChartplatzierungen     | Höchstplatzierung | Wochen |
| ---------------------------- | ----------------- | ------ |
| Deutschland (GfK)            | 5 (3 Wo.)         | 3      |
| Österreich (Ö3)              | 4 (4 Wo.)         | 4      |
| Schweiz (IFPI)               | 2 (9 Wo.)         | 9      |
| Vereinigtes Königreich (OCC) | 73 (1 Wo.)        | 1      |

| ChartsJahrescharts (2024) | Platzierung |
| ------------------------- | ----------- |
| Schweiz (IFPI)            | 99          |